# Гонтина

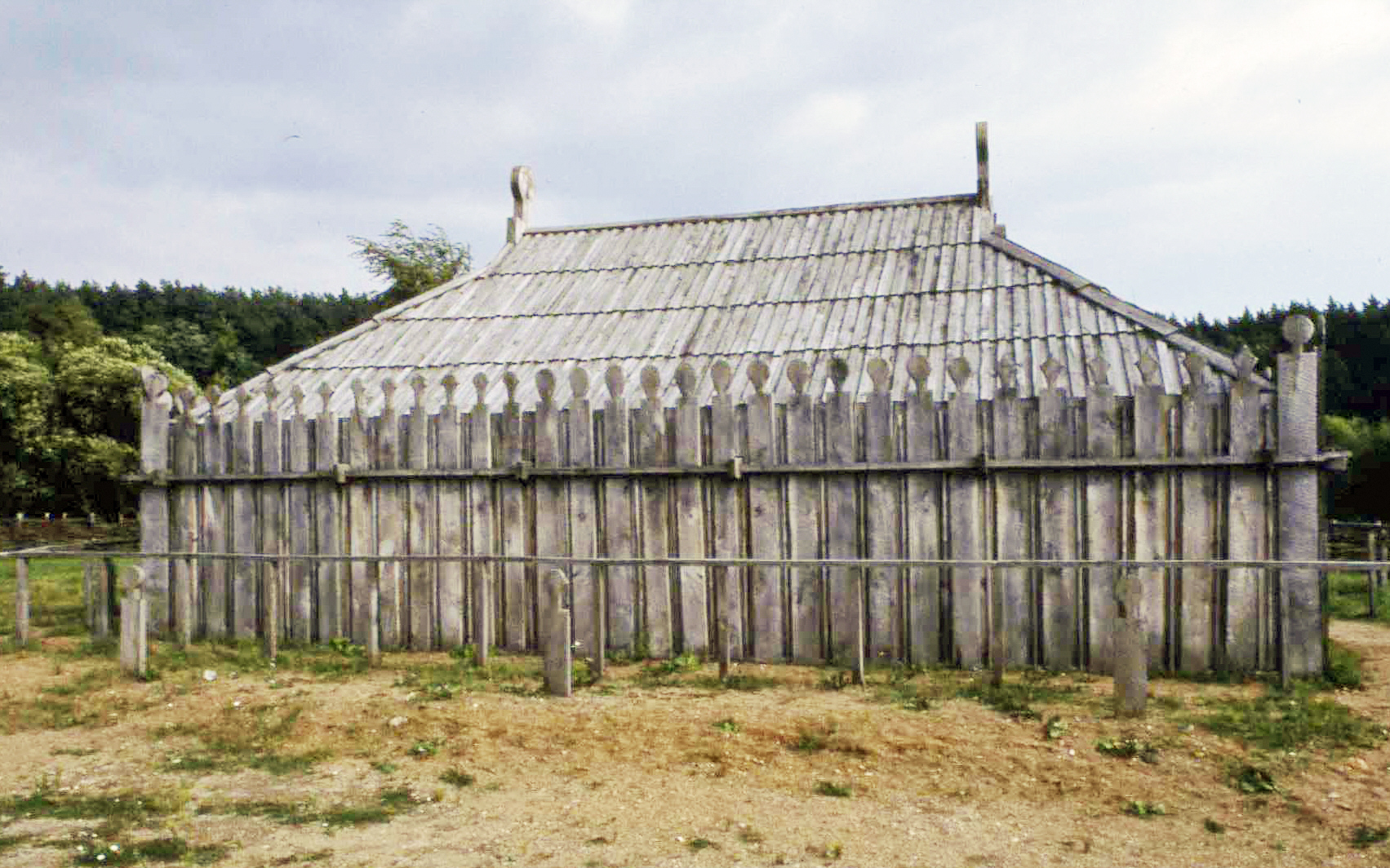

Гонтина (гонтына, пол. gontyna, kącina) — языческий храм у славян с помещениями для ритуальных пиров и хранения священных знамён. В отличие от капища, это крытое строение. Гонтины появились значительно позже, чем капища и священные рощи. Согласно Н. М. Карамзину («История государства Российского», т. 1, гл. 3), название гонтина использовалось ещё венедами и происходит от слова «гонт», которое в русском языке и доныне означает особенный род тесниц, употребляемый для кровли домов.
Строения такого типа встречались у западных славян, в том числе в Щецине, Волине, и даже у восточных. Подтверждения этому находятся в новейших археологических исследованиях, проводящихся в местах которые фигурируют в многочисленных польских мифах и легендах, связанных с историей основания польских городов или просто христианских святилищ, например Костел в Милешках (Костёл св. Дороты в Лодзи) был построен на том месте, где прежде христианами был разрушен языческий храм. Версия о том, что такие строения были широко распространены в Раннем Средневековье, подвергается сомнению, так как священные рощи определенно пользовались гораздо большей популярностью, однако позже (по образцу христианской практики) начали появляться храмы, такие, например, как построенный в Силезии в 1030-х годах во время языческих восстаний.
Наиболее известная гонтина, а также и главный центр культа Свентовита, находилась в Арконе на острове Рюген. В святилище находился огромных размеров идол. Рядом с гонтиной находилась конюшня, в которой содержался священный белый конь Свентовита, участвовавший в племенных гаданиях. В Арконе святилище служило также для хранения государственной казны, у него имелась и собственная дружина из 300 всадников.
А так святилище описывал Юзэф Игнацы Крашевский в «Старой басне»:
«Расположена контына на острове, со всех сторон окружённом водою как Ледница наша, длинный мост проведён до неё, а когда уже на сушу сошёл, девять ворот миновать должен будешь, в каждые стучать и проситься, ибо у каждых врат стоит страж, бдительный и днём, и ночью, спрашивает тебя и проверяет. Не пускают в храм более чем троих за раз. Контына стоит на возвышении с тремя вратами, которые её окружают, из которых только двое открыты, а третьи тайные ведущие к воде…» 

## Места, в которых в средние века находились святилища подобного типа
| - Аркона - Бялы Костел - Блашки - Бугай - Хелм (Высокая гора в Хелме) - Хойнице - Ходеж - Хронув (Кобылья гора) - Чеханув - Дзялошин - Гарбув - Гнезно (Взгорье Леха) - Гора св. Анны - Горы Высоке - Грывалд - Йодлова (Взгорье Винница) - Кэндзежин Козьле - Копанец (Babia Przełęcz) - Копшывница - Кошалин (Гура Хелмска) - Краков - Ледница Гурна - Лекиты (Святая гора возле Лекит) - Стары Лихень - Люблин (Взгорье Четверг) - Ланы Вельке (Жарновец) - Межын - Миклюшовице - Костел св. Дороты в Лодзи (Лодзь) - Модльница - Мосьциско (Wzniesienie Lelek) |  | - Мотыч - Мухаж - Мушаки - Мыщленице (Плебаньска Гура) - Новины Хорынецке - Новосельце - Ныса - Оджыконь - Олобок - Познань - Пшемысль - Пултуск (Святой Крест (возвышенность в Пултуске)) - Пыжыце (Взгурье Храмовэ) - Радостово (Щвента Гура) - Рыбник (Гура Церквицка) - Серпц - Староград Гданьски - Старомесьте - Столпе - Щавница (Ярмута) - Щецин - Сверадув-Здруй (Сэмпя Гура) - Тропе - Варшава - Видэлки - Велень Заобжаньски - Войцешув (Гура Полом) - Волин - Вроцлав - Завада |